# Marsilio de’ Rossi

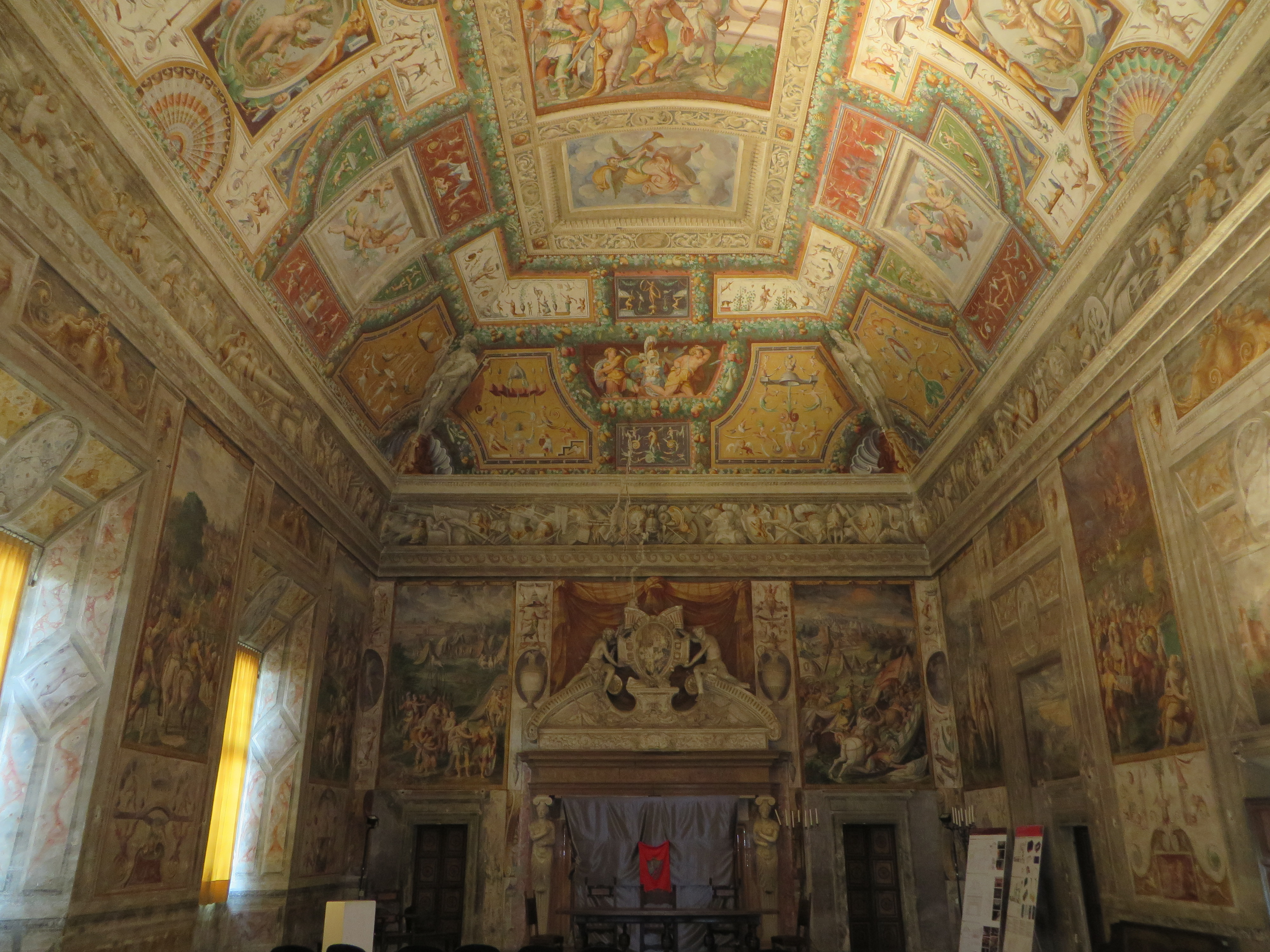
Sala delle Gesta Rossiane in der Rocca dei Rossi in San Secondo Parmense; drei Episoden beschäftigen sich mit den Taten Marsilios.

Wappen der Rossis von Parma.

Marsilio de’ Rossi (* 1287 in Parma; † 16. August 1337 in Venedig) war ein italienischer Condottiere und Herr von Parma, Lucca, Cremona und Fidenza.

## Biografie
Der Sohn von Guglielmo de’ Rossi und Donella da Carrara aus Padua wurde 1287 geboren und begann vermutlich bereits in jungen Jahren mit dem Kriegshandwerk.
Das erste Amt, das Marsilio gesichert innehatte, war 1307 das des Capitano del Popolo in Bologna. Später, 1314, nahm er am Krieg zwischen den Da Carraras und den Scaligern unter der Führung von Cangrande teil. Er wurde aber besiegt und in der Schlacht bei Vicenza gefangen genommen. In den darauf folgenden Jahren war er immer in Diensten der Verwandten seiner Mutter Donella. Für das Jahr 1320 ist seine Beteiligung an einem Händel verbrieft, in dem er zusammen mit Niccolò da Carrara einen Angriff der Scaliger auf Padua abwehrte.
1323 kehrte er nach Parma zurück und war zusammen mit seinem Bruder Rolando Protagonist der Handlungen, die zur Vertreibung der Sanvitales aus Parma führten. Die Landis kämpften auf der Seite der Guelfen zugunsten von Azzo Visconti und so wurde Marsilio 1327 zum Rettore von Bologna ernannt.
Jedenfalls dauerte das Amt in Bologna nur wenige Monate; bei der Ankunft von Kaiser Ludwig IV. schlug er sich offen auf dessen Seite; mit der Hilfe von Azzo da Correggio nahm er der Kirche erst Reggio und danach Parma ab, wobei er den päpstlichen Legaten vertrieb und die Familie Della Torre verjagte.
Nachdem sein Bruder Rolando in Bologna von den Getreuen des Papstes gefangen genommen worden war, wandte sich Marsilio erneut an Kaiser Ludwig, der sich in der Nähe von Pavia aufhielt. Ludwig kam nach Parma, der Stadt wurde ein Verbot auferlegt und die Feier religiöser Zeremonien war nur gestattet, wenn der Priester den Gegenpapst Nikolaus V. als rechtmäßig anerkannte.
Ludwig ernannte Marsilio und seine Brüder Rolando und Pietro zu kaiserlichen Vikaren von Parma. Nachdem Marsilio den Kaiser auf dem Weg zurück nach Deutschland begleitet hatte, kehrte er mit dem zusätzlichen Titel eines kaiserlichen Vikars der Lombardei nach Parma zurück. Er kämpfte mit dem päpstlichen Vikar, besiegte ihn in Borgo Panigale und nahm schließlich Borgo San Donnino den Getreuen des Papstes ab.
Als Johann von Böhmen 1330 nach Italien kam, beeilte sich Marsilio, sich zu ihm in die Nähe von Brescia zu begeben und sich der Lega di Castelbaldo entgegenzustellen, die sich in der Zwischenzeit gebildet hatte, um gegen den König aufzutreten. 1332 nahm er an der Schlacht bei San Felice sul Panaro teil, bei der die Truppen der Lega di Castelbaldo von den Kaiserlichen geschlagen wurden; Marsilio erhielt als Belohnung den Titel eines Cavaliere.
Zu den Friedensverhandlungen mit der Lega di Castelbaldo wurde Marsilio als kaiserlicher Botschafter nach Peschiera eingeladen, wobei er einen Vertrag aushandelte, der aber nicht von den Alliierten der Lega di Castelbaldo anerkannt wurde, als Giovanni Italien verließ. Marsilio fand sich so in Parma von den Scaligern belagert, als er sich aber überwältigenden Kräften gegenübersah, begab er sich nach Verona zu Mastino II. della Scala, um mit den Herren der Stadt die Aufgabe Parmas im Tausch gegen Borgo San Donnino vertraglich festzulegen.
Auch wenn Marsilio über den Austausch beruhigt war, war Borgo San Donnino in einem geheimen Passus schon Azzo Visconti zugesprochen worden, dieser belagerte 1336 das Lehen der Rossis und brachte sich trotz des heftigen Widerstandes der Rossis in dessen Besitz.
Nach einem kurzen Halt am Hofe von Mastino II., der durch eine übereilte Flucht wegen des Versuches der Della Scalas, Marsilio zu vergiften, beendet wurde, kämpfte dieser zusammen mit seinem Bruder Pietro unter dem Banner Venedigs gegen Scaliger: Pietro hatte das Oberkommando über die Truppen der Serenissima, wogegen Marsilio eine der drei Armeen, in die die venezianischen Truppen aufgeteilt waren, befehligte. Nach einigen Einsätzen, wie dem in Villafranca di Verona, und nachdem er die Scaliger, die von Paolo Aldighieri und Guido da Correggio kommandiert wurden, besiegt hatte, gelang es ihm nicht, Luchino Visconti davon zu überzeugen, in die Schlacht einzugreifen, um die Scaliger endgültig zu besiegen, und so war er gezwungen, sich nach Padua zurückzuziehen, nachdem er sich seinem Bruder Pietro in Bovolenta wieder angeschlossen hatte.
Nachdem Marsilios Bruder Pietro bei der Belagerung von Monselice umgekommen war, dachten die Venezianer daran, Marsilio stattdessen zum Oberkommandeur ihrer Truppen zu befördern, aber dessen bereits unguter Gesundheitszustand hatte sich so sehr verschlimmert, dass ihm der Tod seines Bruders Pietro verschwiegen wurde. Dies war jedoch nicht ausreichend, dass Marsilio sich erholen konnte, und so starb er am 16. August 1337, nur eine Woche nach dem Tod von Pietro.
Er wurde zusammen mit seinem Bruder in der Jakobskapelle der Antoniusbasilika bestattet.
Von ihm sagt Ireneo Affò: „An Ruhm mangelte es ihm nicht, denn er fügte seiner Kraft und seinem Mut viel Weisheit und Rat hinzu.“ Zur Erinnerung an seine Taten ließ sein Nachkomme Troilo II. drei Episoden von Marsilio in der Sala delle Gesta Rossiane in der Rocca dei Rossi in San Secondo darstellen: Die Investitur in die Lehen im Gebiet von Parma durch Kaiser Ludwig IV., den Erwerb der Stadt Lucca, in der Marsilio kaiserlicher Vikar wurde, und den Sieg, den er zusammen mit seinem Bruder Pietro in Cerulio über die Truppen von Mastino II. della Scala errungen hatte, von denen sie einen Leutnant gefangen nahmen und zahlreiche Banner und Insignien mitnahmen.

## Verwandte
Marsilio hatte mit seiner Gattin, von der man nur den Vornamen, Margherita, kennt, eine Tochter:
- Teresa (* 1330), sie heiratete einen Markgrafen Uberto Pallavicino.